# Heinrich Bossart
Carl Hildebrand Heinrich Bossart (* 13. August 1857 in Friedland (Mecklenburg); † 28. Juli 1930 in Wiesbaden) war ein deutscher Regierungsbeamter und Politiker in Mecklenburg-Strelitz.

## Leben
Heinrich Bossart war ältester Sohn des Pastors und späteren Kirchenrats Carl (Johann August) Bossart (1826–1918) und dessen Ehefrau Louise (Karoline Auguste), geb. Froelich (1837–1910), einer Friedländer Kaufmannstochter.
Nach dem Abitur am Friedlander Gymnasium studierte er an der Eberhard Karls Universität Tübingen und der Universität Leipzig Rechtswissenschaft. Er wurde Mitglied des Corps Borussia Tübingen (1877) und des Corps Plavia. Zum Wintersemester 1879/80 wechselte er an die Universität Rostock. 1881 bestand er das Juristische Staatsexamen. Er entschied sich für eine Tätigkeit im mecklenburgischen Verwaltungsdienst. 1908 wurde er Staatsminister des (Teil-)Großherzogtums Mecklenburg-Strelitz. Bis 1918 diente er drei mecklenburgischen Großherzögen: Adolf Friedrich V., Adolf Friedrich VI. und Friedrich Franz IV.
Heinrich Bossart war seit 1925 Mitglied des Mecklenburg-Strelitzer Vereins für Geschichte und Heimatkunde [Mitgliedsnummer 168]. Er starb im Alter von 73 Jahren.
Verheiratet war Bossart seit 1887 mit Gertrud, geb. Seip (* 1868), Tochter eines Neustrelitzer Juristen und Landgerichtsrates. Die Ehe blieb kinderlos. Der Bruder Rudolph Bossart (* 1861) war Arzt. Der andere Bruder, Carl Ludwig Bossart (1866–1945), war Pastor im mecklenburgischen Kirchendienst, zuletzt Dompropst in Ratzeburg.

## Auszeichnungen
- 1903: Hausorden der Wendischen Krone, Komtur[6]
- 1908: Hausorden der Wendischen Krone, Großkreuz mit der Krone in Gold
- 1910: Albrechts-Orden, Großkreuz
- 1911: Königlicher Kronen-Orden (Preußen) 1. Klasse
- 1915: Eisernes Kreuz am weißen Bande
- 1917: Hausorden Albrechts des Bären, Großkreuz
- 1918: Kreuz für Auszeichnung im Kriege (Mecklenburg-Strelitz)